# Shoah dans les manuels scolaires
Pour un article plus général, voir Shoah dans l'enseignement secondaire.
La Shoah dans les manuels scolaires fait l’objet de représentations communes (modèles interprétatifs, techniques narratives et didactiques) mais également, parfois, de singularités narratives, selon les pays.

## Echelles et représentations
Un rapport de l'UNESCO de 2015, intitulé Statut international de l'enseignement de l'holocauste réalise une cartographie mondiale des manuels et des programmes scolaires. Selon ce rapport, les manuels situent généralement la Shoah à une échelle géographique européenne. Certains évoquent en outre, comme en Argentine, en Chine et aux États-Unis d’Amérique la question de l’émigration, ou proposent une approche comparative, comme en Chine et au Rwanda.
Ce rapport indique également que la Shoah est toujours rapportée à une période historique précise, celle de la Seconde Guerre mondiale. Le cadre temporel est fréquemment élargi pour mentionner les théories raciales du XIXe siècle, l’histoire et l’émigration des Juifs, de même que l’antisémitisme avant le XXe siècle. Les répercussions, et le thème de la mémoire de la Shoah sont également fréquemment évoqués.
Plusieurs chercheurs indiquent que « l’Holocauste […] fait souvent figure de modèle, de paradigme ou de pierre de touche pour la représentation d’autres atrocités » selon un processus narratif dit de « transfert», de « déplacement du cadre de référence », ou par un phénomène de reproduction « des schémas de représentation », par exemple, de la grande famine en Ukraine, du massacre de Nankin, de l’apartheid en Afrique du Sud.

## Protagonistes
Le rapport de l'Unesco pointe la place prépondérante dans les manuels de Hitler, à côté de Himmler, Heydrich, Höss et Eichmann, parmi les responsables de la Shoah. Cependant en Allemagne et en France, les manuels minimisent en général le rôle d’Hitler et expliquent l’événement par de multiples causes.
Dans les manuels de presque tous les pays, les victimes sont les Juifs et les « Tziganes ». Les autres groupes de victimes tels que les Slaves, les personnes handicapées, les opposants politiques et les homosexuels sont moins souvent cités. D’autres catégories de victimes sont nommées, par exemple les « victimes noires » ou les « Noirs », dans les manuels d’Afrique du Sud, de l’Inde et du Rwanda. Des références génériques à un « ennemi intérieur » (dans un manuel russe) ou à de prétendus « inférieurs » ou « indésirables » (dans des manuels chinois, russes et uruguayens) font perdre de vue la spécificité de l’idéologie nazie, tandis que des références à des victimes juives qualifiées « d’opposants » (en Côte d’Ivoire, par exemple) peuvent même induire le lecteur en erreur en lui faisant croire que tous les Juifs ont résisté ou menacé le régime national-socialiste et qu’ils étaient donc une cible légitime pour la répression. Dans certains pays, les auteurs définissent également les victimes en termes de groupes nationaux (Polonais, Ukrainiens et Russes dans les manuels russes, par exemple) ou bien nationalisent l’identité juive en parlant de Juifs « polonais » et « européens » (dans les manuels chinois) ou « ukrainiens » et « hongrois » (dans les manuels français).
Les manuels laissent également une place aux résistants, aux Alliés et aux personnages locaux qui sont désignés par leur propre nom, à l’image de Janusz Korczak dans les manuels polonais. Les manuels accordent peu de place aux témoins ou aux collaborateurs.

## Modèles interprétatifs
Le rapport de l'Unesco indique que, si dans la quasi-totalité des pays les manuels scolaires font dériver, au moins en partie la Shoah des convictions personnelles d’Adolf Hitler, l’idéologie est une cause fréquemment évoquée (racisme, antisémitisme, totalitarisme, autoritarisme, militarisme, capitalisme, fascisme). Au Brésil, en Allemagne, en Côte d’Ivoire, au Japon, en République de Moldova et au Rwanda, des manuels assimilent la politique expansionniste de l’Allemagne nazie à une forme de colonialisme. Des comparaisons entre la Shoah et d’autres génocides sont souvent suggérées mais sans être expliquées. Dans certains manuels polonais, l’emploi des termes de « terreur » et de « purge » pour décrire différents événements en fait perdre de vue la spécificité historique. De même, le terme de « terroriste » appliqué à Hitler dans un manuel brésilien, celui de « terreur » pour décrire la Shoah dans un manuel allemand, ou même la dénomination de « groupes terroristes » juifs appliquée aux forces sionistes en Palestine dans un manuel iraquien relèvent de la confusion sémantique, voire carrément de l’anachronisme. On observe cette même confusion sémantique dans l’emploi du terme d’« extermination » pour décrire la fonction du Goulag dans un manuel brésilien, quand un ouvrage bélarussien affirme à tort que le régime national-socialiste avait planifié « l’extermination du peuple soviétique » ou quand différents régimes sont décrits collectivement sous le vocable de « totalitaire » dans des manuels argentins, brésiliens, espagnols, français, moldaves, polonais et brièvement dans des manuels anglais et rwandais. Des comparaisons sont également suggérées par l’utilisation des images. La juxtaposition d’images de différents événements – par exemple d’Auschwitz et du massacre de Nankin dans un manuel français, ou de Dresde et de Hiroshima dans un autre ouvrage français –, la mise en parallèle des souffrances endurées pendant la Shoah avec celles causées par la bombe atomique à Hiroshima, dans un manuel ivoirien ou encore d’Auschwitz et de la vie sous le régime de l’apartheid dans un manuel sud-africain, ont également pour effet d’obscurcir les différences historiques plutôt que de les expliquer par la comparaison, selon le rapport de l'Unesco.

## Techniques narratives
Les techniques narratives relevées dans un petit nombre de manuels sont « fermées » : il n’y qu’une seule voix d’auteur, sans citations ni documents complémentaires (ce qui est le cas dans les manuels albanais). À l’extrême inverse, certains auteurs emploient une technique « ouverte », en juxtaposant des images de différents événements historiques (celle d’un homme tenant son passeport sous l’apartheid à côté de celle de prisonniers arrivant à Auschwitz, dans un manuel sud-africain, par exemple) afin de suggérer un sens sans l’expliciter. Toutefois, la plupart des manuels appliquent une technique à mi-chemin entre ces deux extrêmes, en juxtaposant des textes d’auteurs à d’autres points de vue rendus par des citations et des documents textuels ou visuels.
Selon le rapport de l'Unesco, la plupart des manuels présentent l’histoire de la Shoah comme une phase de déclin suivie par une phase de progrès. Toutefois, la nature de ce progrès varie d’un pays à l’autre. Les manuels polonais, par exemple, associent des récits sur la résistance nationale à l’occupation allemande de la Pologne à des références au gouvernement clandestin, aux Polonais qui ont aidé des Juifs et à la résistance des Juifs qu’illustre le soulèvement du ghetto de Varsovie. Par contraste, les manuels russes, comme les manuels américains, se concentrent sur le progrès vers la victoire militaire dans la Seconde Guerre mondiale ; ils parlent donc d’une victoire militaire des Alliés plutôt que d’une victoire mettant fin à la Shoah et surtout au système concentrationnaire. Le récit de progression le plus commun est celui qui se conclut par une allusion à la Déclaration universelle des droits de l’homme et à la Convention pour la prévention et la répression du crime de génocide, adoptées par les Nations Unies en 1948.

## Approches didactiques
Les types d’exercices varient énormément. Cela va de l’absence totale d’exercices qui auraient pu inciter les élèves à s’interroger et à se pencher sur les documents présentés dans les manuels à une large gamme d’exercices : narration d’histoires, interprétation de documents, jeux de rôles, analyse de textes ou d’images et exercices demandant aux élèves de trouver des explications rationnelles aux événements ou d’exprimer de l’empathie pour les protagonistes par l’écriture d’une lettre, la rédaction d’une biographie et l’analyse des décisions des principaux acteurs. Les manuels révèlent une tendance à l’énonciation et à l’affirmation d’objectifs d’apprentissage, tels que les droits de l’homme (en Inde, en Iraq, en Namibie, en République de Moldova et au Rwanda, par exemple) ou à l’affirmation du rôle des Nations Unies dans la protection des droits de l’homme à partir de 1945 (au Brésil, El Salvador, Espagne ou Uruguay, par exemple), toutefois sans expliquer les origines, la signification, l’histoire, l’application et l’efficacité des principes qui sous-tendent ces droits. De nombreux manuels relient la Shoah à des horizons locaux et demandent aux élèves, par exemple, d’interviewer des survivants juifs à Shanghai (dans un manuel chinois), d’étudier le sauvetage des personnes persécutées en Albanie, de comparer les motivations des responsables allemands et roumains (République de Moldova) ou de visiter des sites mémoriaux et historiques locaux (Allemagne).